# Isaac van Amburgh

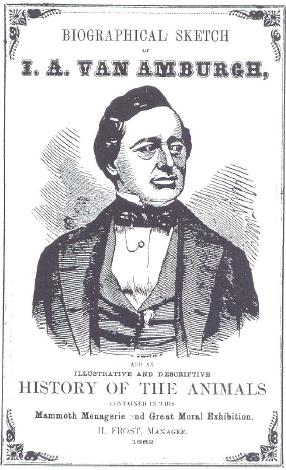
Isaac van Amburgh, um 1862

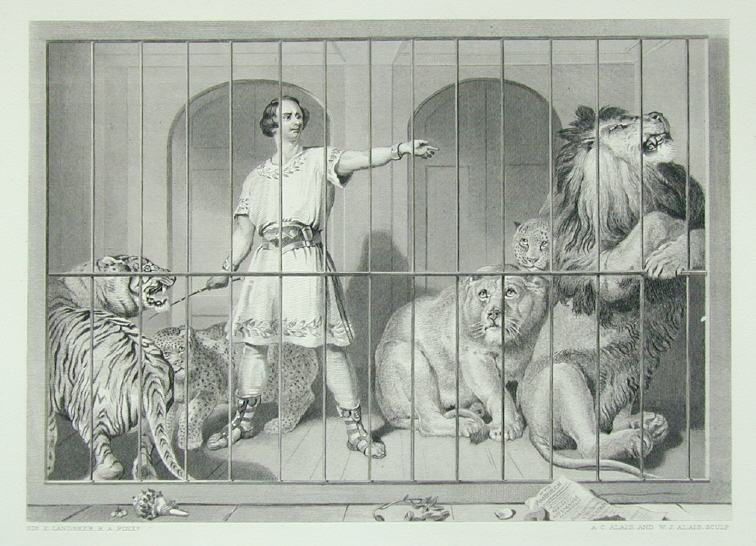
Van Amburgh und seine Löwen. Kupferstich nach einem Gemälde von Edwin Landseer 1847; veröffentlicht in London Art Journal, 1879

Isaac van Amburgh (* 26. Mai 1808 in Fishkill, Dutchess County, New York; † 29. November 1865 in Philadelphia) war ein US-amerikanischer Dompteur, der als erster den Kopf ins Maul eines Löwen steckte und in Europa mit Raubkatzendressuren Erfolge feierte.

## Leben und Wirken
Isaac van Amburgh verließ mit 19 Jahren seine Heimatstadt Fishkill und versuchte sich in verschiedenen Berufen, bis er sich bei Raymond & Co. verdingte, einer wandernden Handelsmenagerie mit dem seinerzeit größten Tierbestand in den Vereinigten Staaten.
Sein Debüt als Löwenbändiger gab van Amburgh 1833 in New York mit einer eigenen Show mit mehreren Löwen, in der er einer Wildkatze seinen Kopf ins Maul schob. Fünf Jahre später nahm ihn der gefeierte Kunstreiter Andrew Ducrow unter Vertrag und verschaffte ihm seinen ersten Auftritt bei Astley’s in London, wo er mit seiner Raubkatzenschau, zu der Löwen, Tiger und Leoparden gehörten, angeblich 300 £ in der Woche verdiente. 1839 wechselte er ins Drury Lane Theatre. Seine verschiedenen Programme, darunter zum Beispiel auch die Pantomime Harlequin Jack Frost mit Tigern und Löwen, besuchte die junge Queen Victoria mindestens sechsmal. 1848 kehrte er zu Astley's zurück, wo er mit seinen Raubkatzen in einem Stück, betitelt Morok the Beast Tamer (Morok, der Bestienbändiger) auftrat, das auf Eugène Sues Der ewige Jude (1845) basierte. Isaac van Amburgh starb 1865 in Philadelphia an einem Herzinfarkt.
Isaac van Amburgh trat stets in antik anmutendem Kostüm auf, das den Herakles-Mythos herbeizitierte, und präsentierte sich mit seinen Raubkatzen als deren Bändiger. Er berief sich auf die Genesis und deren Schöpfungsgebot als Herrscher über alles Getier. Er legte sich den Leoparden über die Schulter und unterstrich seine Dressurdarbietungen mit Peitsche, Stock und Pistolenschüssen.

## Kunst

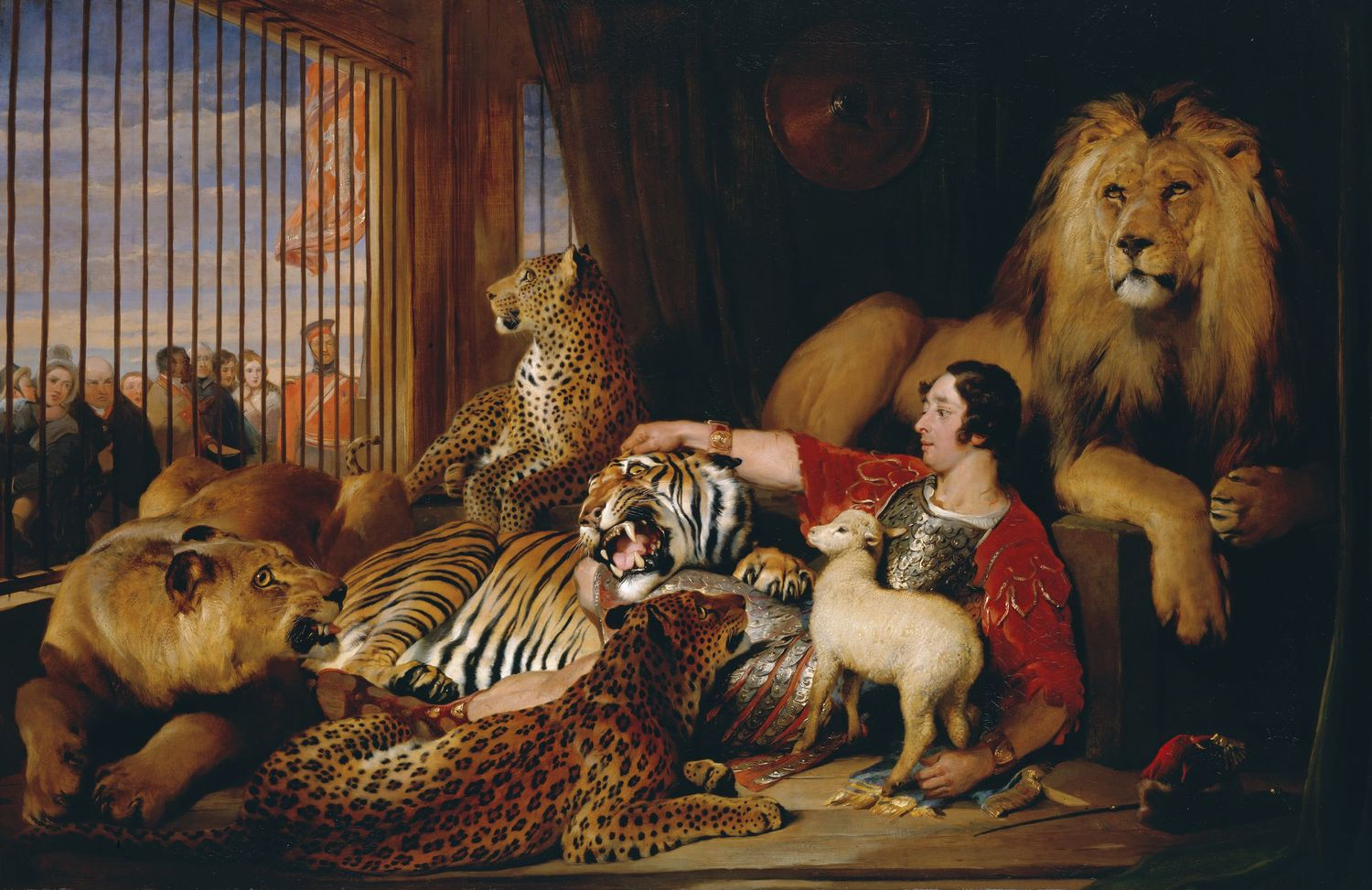
Edwin Landseer: Isaac van Amburgh mit seinen Tieren. 1839

In London fertigte der geachtete Tiermaler Sir Edwin Henry Landseer zwei Gemälde an, auf denen er Isaac van Amburgh inmitten seiner Raubkatzen inszenierte. Das erste, entstanden 1839, zeigte van Amburgh in seinem antiken Kostüm im Käfig ausgestreckt und von seinen Katzen umlagert; vor seiner Brust hält er ein Lamm im Arm, im Hintergrund starrt das Publikum durch die Gitterstäbe auf die Szene. Das Bild wurde von Queen Victoria erworben und gehört seither zur Royal Collection. Das zweite, das den Dompteur mit seinen Tieren hinter Gittern zeigt, malte Landseer im Auftrag des Herzogs von Wellington; er vollendete es nicht vor 1847. Das Bild zitiert andere Gemälde und verweist in Gegenständen und Gestik auf einen sinnbildlichen Gehalt.